# 罗伯特·德劳内
羅貝爾·德勞內（法語：Robert Delaunay，法語發音：[ʁɔbɛʁ dəlonɛ]；1885年4月12日—1941年10月25日）是一位法國藝術家，1904年19歲時作品已在獨立者沙龍參展，早年旅居英國，受阿凡桥派的后印象派畫風影響較大，1910年代早期與他的妻子索尼婭·德勞內一起開啟了奧費主義運動。他生平大部分時間呆在巴黎，一戰期間則前往西班牙和葡萄牙。晚年則走抽象主義路線，風格近似保罗·克利。

## 生平

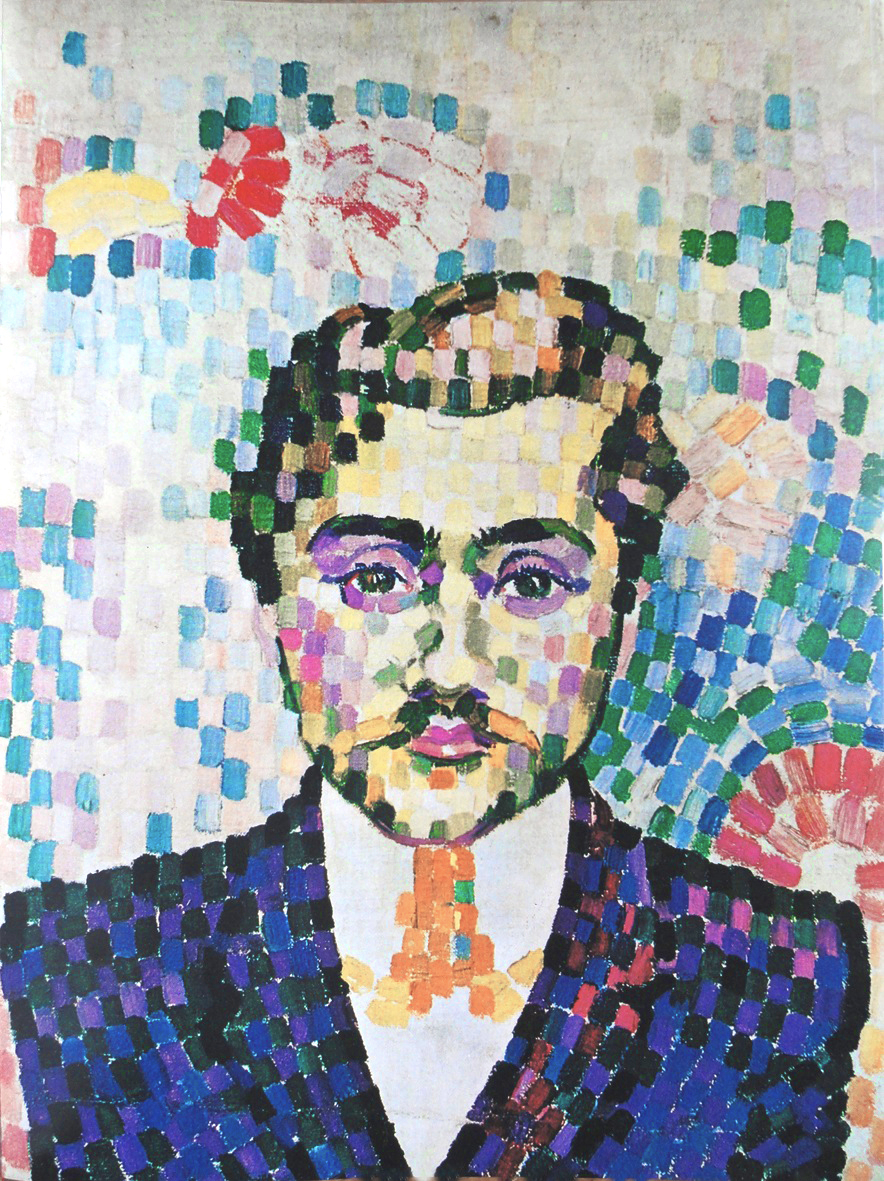
《讓·梅金傑像》（Portrait de Jean Metzinger），羅貝爾·德勞內绘，1906年

羅貝爾·德勞內出生於法國巴黎，父親是喬治·德勞內（George Delaunay），母親是女伯爵贝尔特·费利西·德·羅斯（Berthe Félicie de Rose）。幼年時父母離異，由姨瑪麗（Marie）和姨父夏尔·達穆爾（Charles Damour）在布爾日附近的拉龙谢尔（La Ronchère）撫養長大。他學業上沒什麼成就，因而前往巴黎美麗城學習裝飾藝術，在一家畫室中打工。19歲時離開畫室獨立，參加了1904年的獨立者沙龍，沙龍上共展出了他的六幅作品。
之后他前往布列塔尼旅行，受到了阿凡橋派的影响。1906年在独立者沙龙上展出了数幅描绘布列塔尼的作品，并在会上结识了亨利·盧梭和讓·梅金傑。路易·沃克塞爾在1907年将他与梅金杰列为当代分割派画家。

## 外部連結
- YouTube上的1913 - "Simultaneous Contrasts: Sun and Moon" by Robert Delaunay, Museum of Modern Art, video, 2:00
- 罗伯特·德劳内在互联网电影资料库（IMDb）上的資料（英文）